# Ichthyococcus elongatus
Ichthyococcus elongatus es una especie de pez del género Ichthyococcus.

## Descripción
Se trata de un pez relativamente delgado, cuenta con 45-47 vértebras, 11-12 radios de la aleta dorsal, 15-17 radios de la aleta anal, además presenta algunos fotóforos pequeños de alrededor de 0,16-0,20 mm. Mide aproximadamente 13,0 cm de longitud (5,11 pulgadas).

## Distribución
Se distribuye por la parte del Pacífico norte, con una importante distribución en aguas templadas. También en el Pacífico sudoccidental, específicamente en Nueva Zelanda. Océano Pacífico occidental, en la parte norte de Japón, en las islas Kuriles, además en la isla de Vancouver (Columbia Británica), en la parte sur de Baja California. Especie marina mesopelágica cuyo rango de profundidad es 100-1948 m, sin embargo, una especie fue capturada a 5488 m, lo que representaría la profundidad máxima registrada para la especie.